# Бомбардувальне командування Повітряних сил Великої Британії
Бомбардувальне командування Королівських Повітряних сил Великої Британії (англ. RAF Bomber Command) — одне з командувань Королівських Повітряних сил Великої Британії, що існувало з 1936 по 1968 роки у складі Збройних сил Об'єднаного Королівства й разом з американськими ПС армії США зіграло ключову роль у стратегічних бомбардуваннях нацистської Німеччини в роки Другої світової війни.

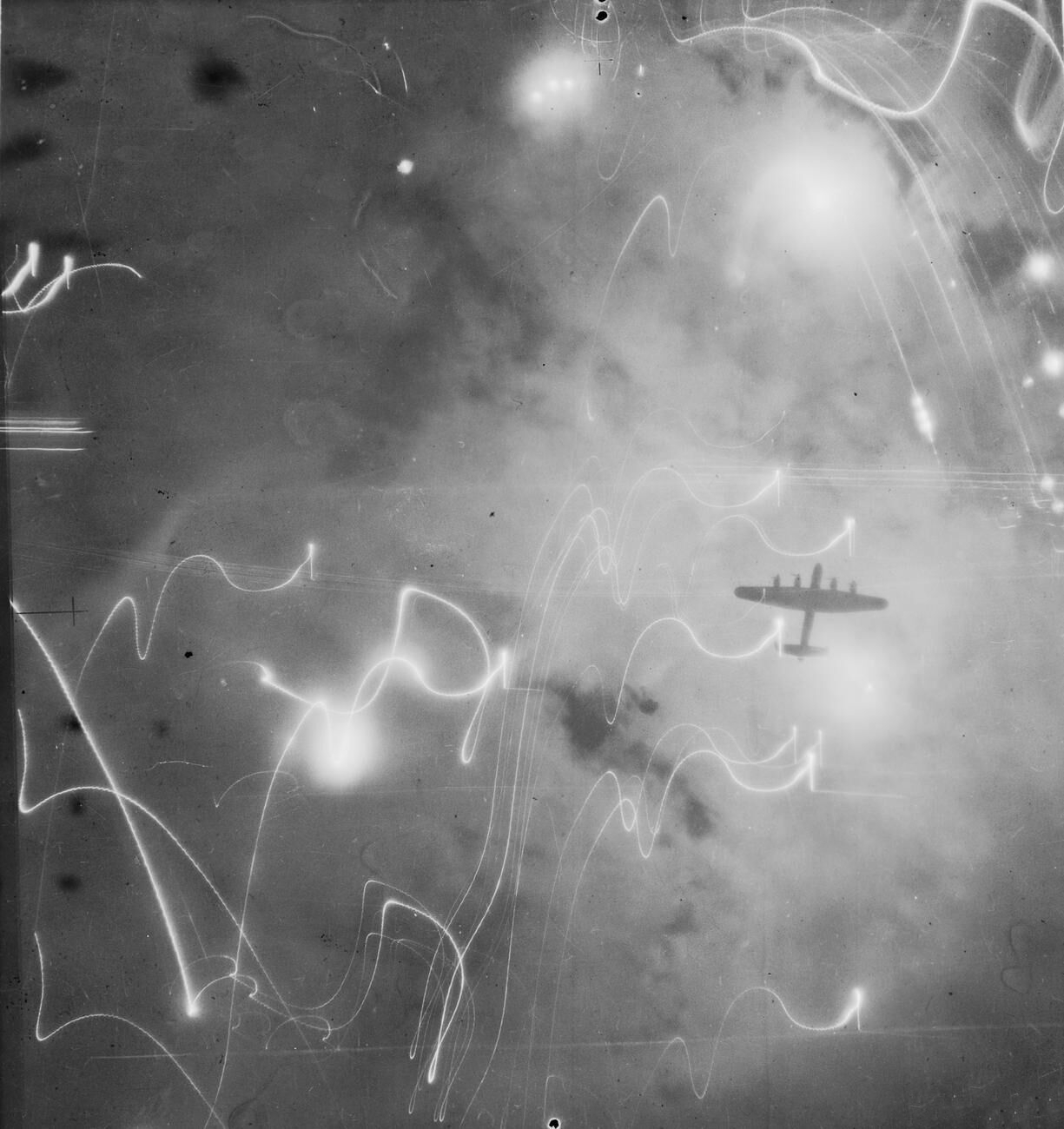
«Ланкастер» над Гамбургом, ніч 30/31 січня 1943 року

Протягом війни 364 514 літако-вильотів було здійснено британською бомбардувальною авіацією, 1 030 500 тонн авіаційних бомб було скинуто на ворожі військові та індустріальні об'єкти, а також німецькі міста, де концентрувались основні промислові центри Третього Рейху. За час воєнних дій командування втратило 8 325 бомбардувальників, 55 573 члени екіпажів літаків загинуло в боях з 125 000, що брали участь у нальотах (44,4 % від загальної участі тих, що бомбардували); ще 8 403 пілоти дістали поранень і 9 838 потрапили у полон до німців та колабораціоністів.

## Історія
Бомбардувальне командування Повітряних сил Великої Британії було сформовано в середині 1936 року, коли багатьма фахівцями та експертами передбачалась панівна роль бомбардувальної авіації у війнах майбутнього, яку передбачав апологет стратегічного домінування бомбардувальної авіації італійський генерал Джуліо Дуе, а британський прем'єр-міністр Стенлі Болдвін висказав слоган: Бомбардувальники завжди прорвуться.